# Thomas Poulsen
Thomas Poulsen (Hørsholm, 16 februari 1970) is een voormalig Deens roeier gespecialiseerd in het lichtgewicht boordroeien. Poulsen debuteerde tijdens de Wereldkampioenschappen roeien 1992 met een wereldtitel in de lichte-acht. Een jaar later won Poulsen een zilveren medaille in de lichte-acht. Bij de Wereldkampioenschappen roeien 1994 stapte Poulsen over naar de Olympische lichte-vier-zonder-stuurman en werd gelijk wereldkampioen. Poulsen won tijdens de Wereldkampioenschappen roeien 1995 de zilveren medaille in de lichte-vier-zonder-stuurman. Op de Olympische Zomerspelen 1996 nam Poulsen voor de eerste maal deel aan de Olympische spelen en werd in de lichte-vier-zonder-stuurman olympisch kampioen. Vanaf de Wereldkampioenschappen roeien 1997 won Poulsen drie jaar op rij de wereldtitel in de lichte-vier-zonder-stuurman. Poulsen was geen onderdeel van de Deense ploeg tijdens de Olympische Zomerspelen 2000.

## Resultaten
- Wereldkampioenschappen roeien 1992 in Montreal  in de acht
- Wereldkampioenschappen roeien 1993 in Račice  in de acht
- Wereldkampioenschappen roeien 1994 in Indianapolis  in de lichte-vier-zonder-stuurman
- Wereldkampioenschappen roeien 1995 in Tampere  in de lichte-vier-zonder-stuurman
- Olympische Zomerspelen 1996 in Atlanta  in de lichte-vier-zonder-stuurman
- Wereldkampioenschappen roeien 1997 in Aiguebelette-le-Lac  in de lichte-vier-zonder-stuurman
- Wereldkampioenschappen roeien 1998 in Keulen  in de lichte-vier-zonder-stuurman
- Wereldkampioenschappen roeien 1999 in St. Catharines  in de lichte-vier-zonder-stuurman

1996: Victor Feddersen & Niels Henriksen & Thomas Poulsen & Eskild Ebbesen ·
2000: Laurent Porchier & Jean-Christophe Bette & Yves Hocdé & Xavier Dorfman ·
2004: Thor Kristensen & Thomas Ebert & Stephan Mølvig  & Eskild Ebbesen ·
2008: Mads Kruse Andersen & Eskild Ebbesen & Thomas Ebert & Morten Jørgensen·
2012: James Thompson & Matthew Brittain & John Smith & Sizwe Ndlovu ·
2016: Mario Gyr & Simon Niepmann & Simon Schürch & Lucas Tramèr